# 瑞朗维尔
瑞朗维尔（法語：Juranville，法語發音：[ʒyʁɑ̃vil]）是法国卢瓦雷省的一个市镇，属于皮蒂维耶区。

## 地理
瑞朗维尔（48°3'39"N, 2°29'2"E）面积15.23 平方千米，位于法国中央-卢瓦尔河谷大区卢瓦雷省，该省份为法国中北部省份，北起埃松省，西北接厄尔-卢瓦省，西南接卢瓦-谢尔省，南至涅夫勒省和谢尔省，东临约讷省，东北接塞纳-马恩省。
与瑞朗维尔接壤的市镇（或旧市镇、城区）包括：欧克西、博讷拉罗朗德、科尔贝耶、洛尔西、加蒂奈地区梅济耶尔、圣卢德维涅。

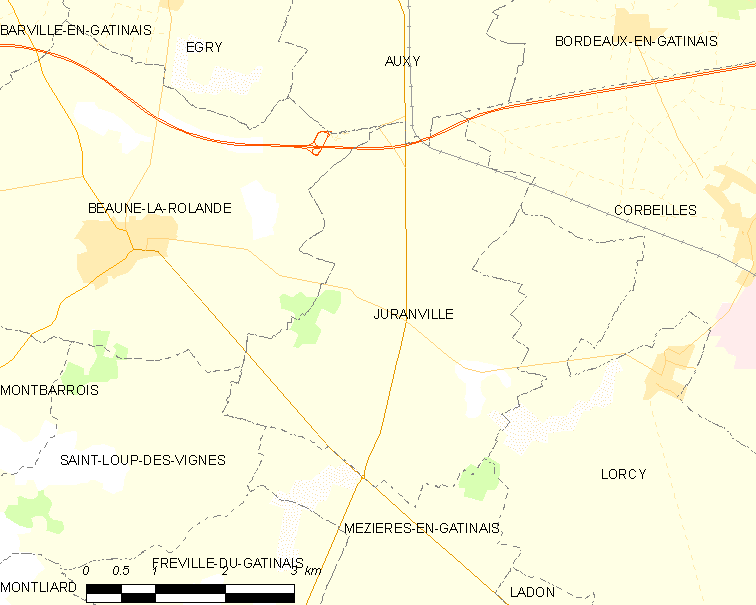
瑞朗维尔的OSM定位图

瑞朗维尔的时区为UTC+01:00、UTC+02:00（夏令时）。

## 行政
瑞朗维尔的邮政编码为45340，INSEE市镇编码为45176。

## 政治
瑞朗维尔所属的省级选区为勒马勒塞布瓦县。

## 人口

1962-2008年间瑞朗维尔人口变化图示

瑞朗维尔于2022年1月1日时的人口数量为435人。